# Чарлз Мозер
Чарлз Артър Мозер (на английски: Charles Arthur Moser) (6 януари 1935 г. – 11 декември 2006) е американски българист и русист, литературен историк, политически активист. Политическите му възгледи са консервативни.

## Биография
Чарлз Мозер получава бакалавърска степен по славистика с отличие (summa cum laude) в Йейлския университет (1956). Магистърска степен по славистика получава в Колумбийския университет (1958). През 1962 г. в Колумбийския университет защитава докторат на тема „Антинихилизмът в руския роман на 1860-те“ (публикуван като монография през 1964 г.).
През 1958 – 1959 г. специализира в Ленинградския университет като част от първата група докторанти по студентски обмен между САЩ и СССР. По-късно работи по облекчаването на възможността руски филолози да работят в библиотеките и академичните институции на САЩ.
Между 1960 и 1967 г. Чарлз Мозер преподава в Йейл, след което приема поканата на департамента по германистика и славистика на Колумбийския колеж по изкуства и науки на университета „Джордж Вашингтон“ във Вашингтон, където остава през следващия четвърт век. Ръководител на департамента през 1969 – 1974 г. и отново през 1980 – 1989 г. Води голямо разнообразие от курсове – от „Въведение в руската литература на XIX век“ и „Руската поезия в оригинал“ до „Достоевски“, „Кратка история на Русия“ и „Български език“.
Неговите по-известни научни трудове в областта на руската литературна история са книгите „Писемски: Провинциален реалист“ (Харвард, 1969), „Естетиката като кошмар“ (Принстън, 1989) и „Кеймбриджка история на руската литература“ (Кеймбридж, 1989). Между 1975 и 1990 г. Чарлз Мозер е главен редактор на руската серия на Twayne's World Authors Series, в рамките на която пише монография за Дениз Фонвизин (1979) и редактира петнадесет други тома.
Чарлз Мозер е може би най-значителният авторитет в областта на българската литература в Съединените щати. Книгата му „История на българската литература“ (Mouton, 1972) се смята за източник за всеки студент славист в САЩ. Но Чарлз Мозер е автор на повече от двайсет и пет научни студии по широк кръг от теми, от автентичността на „Слово за похода на Игор“ до преживяванията на Маяковски в Америка.
Основател и член е на редица организации, между които Университетски професори за академичен ред (1970), Комитет за свободен Афганистан и Лига на свободата. През 1986 и 1987 г. президентът Роналд Рейгън номинира Чарлз Мозер за член на Националния съвет по хуманитаристика, но и двата пъти Сенатът отхвърля предложенията.
След пенсионирането си се премества да живее в София.
През 1992 г. Чарлз Мозер основава в България Фондация „Свободна инициатива“, която да помага за прехода на страната към демокрация. След смъртта му съпругата му Анастасия Димитрова-Мозер създава на негово име фонд, чиито стипендианти са студенти по политология в Нов български университет.
Чарлз Мозер е преводач на отделни текстове на Атанас Далчев, Елисавета Багряна и Блага Димитрова.

## Награди
Удостоен е с орден „Кирил и Методий“ по времето на Тодор Живков за изключителните му заслуги към България.

## Семейство и личен живот
Чарлз Мозер е син на Артър Хърст Мозер, професор по класическа филология в Университета на Тенеси, и Сара Ридълхувър Мозер.
Женен е за Анастасия Димитрова-Мозер, дъщеря на Георги Димитров-Гемето, но също и основател и лидер на БЗНС – Народен съюз (БЗНС – НС) от създаването му. Двамата се женят на 14 септември 1968 г. в протестантската църква „Света Агнеса“ във Вашингтон. Две години по-късно има втора венчавка в сръбската църква „Свети Лука“.

### Изследвания
- Mayakovsky's Unsentimental Journeys. 1958, 147 pp.
- Antinihilism in the Russian Novel of the 1860's. Hague, Paris, 1964, 215 pp.
- Pisemsky; a provincial realist. Harvard University Press, 1969, 269 pp.
- A history of Bulgarian literature 865 – 1944. Mouton, 1972, 282 pp.
- The Problem of the Igor Tale. 1973, 154 pp.
- Denis Fonvizin. Twayne Publishers, 1979, 151 pp.
- Dimitrov of Bulgaria: a political biography of Dr. Georgi M. Dimitrov. Caroline House, 1979, 360 pp.
  - Д-р Г. М. Димитров: Биография. Превод Румен Яновски. София: Военноиздателски комплекс „Св. Георги Победоносец“ и УИ „Св. Климент Охридски“, 1992, 295 с.
- (съст.) Combat on communist territory. Regnery Gateway, 1985, 241 pp.
- The Russian short story: a critical history. Twayne, 1986, 232 pp.
- Esthetics As Nightmare: Russian Literary Theory, 1855 – 1870. Princeton University Press, 1989, 288 pp.
- (съст.) The Cambridge History of Russian Literature. Cambridge University Press, 1989, 704 pp.
- Theory and history of the Bulgarian transition. Free Initiative Foundation, 1994, 285 pp.

### За него
- And meaning for a life entire: festschrift for Charles A. Moser on the occasion of his sixtieth birthday. Slavica Publishers, 1997, 510 pp. ISBN 0-89357-249-7